# Chocholá (Cenotillo)
Chocholá es una localidad del municipio de Cenotillo, estado de Yucatán, en México. 

## Toponimia
El toponímico Chocholá significa en idioma maya el lugar de agua salobre por provenir de los vocablos chhochhol, salobre y á contracción de há agua. 

## Demografía
Según el censo de 1990 realizado por el INEGI, la población de la localidad era de 0 habitantes.
| 0                           | 0 | 3 | 0 | 8 | ? | 0 |
| (Fuente: INEGI [Consultar]) |   |   |   |   |   |   |